# Ekonomiåret 1902

## Bildade företag
- 3M
- NK

## Födda
- 5 oktober - Ray Kroc, amerikansk företagare, McDonalds skapare.
- 31 oktober - Abraham Wald, rumänsk statistiker och nationalekonom.[1]
- 23 december - Einar Hansen, företagsledare verksam i Malmö.